# Magda Turowska
Magdalena Turowska-Kowalczyk, pseud. Cytryna (ur. 29 czerwca 1970 w Koszalinie) – polska wokalistka, muzyk, menadżer kultury, właścicielka Agencji Inicjatyw Artystycznych „Cytryna”.  Wykonawczyni poezji śpiewanej.
Uczęszczała do Liceum Muzycznego im. Grażyny Bacewicz w Koszalinie (klasa fletu). Studiowała w WSP w Słupsku (kierunek Wychowanie Muzyczne) oraz w SGH w Warszawie (Podyplomowe Studium Menadżerów Kultury)
Debiutowała z kabaretem De-Ka-De. Potem organizowała koncerty pod wspólnym tytułem „Spotkania przy herbacie z Cytryną”. W czasie studiów zjeździła niemal całą Polskę biorąc udział w rozmaitych przeglądach i festiwalach. W maju 1995 roku założyłam Agencję Inicjatyw Artystycznych CYTRYNA. W czerwcu 1995 roku w Opolu, na koncercie „Kraina Łagodności” pojawił się pierwszy wydany pod jej redakcją singel promocyjny Żółta Cytryna. Rok później, również w Opolu ukazała się Zielona Cytryna – promocyjna płyta długogrająca.
Pracowała przy tworzeniu cyklicznego programu TVP1 „Kraina Łagodności”. Prowadziła audycje: w Radio City w Słupsku, w Radio Północ w Koszalinie i w Radio Pogoda w Warszawie.
Redagowała serię „Złota kolekcja” w Kompanii Muzycznej POMATON. Współpracowała przy tym m.in. z Ewą Bem, Ireną Santor, Hanną Banaszak, Stanisławem Soyką, Czesławem Niemenem. Należy do grona Rady Artystycznej Studenckiego Festiwalu Piosenki w Krakowie i Rady Programowej Festiwalu Artystycznego Młodzieży Akademickiej FAMA w Świnoujściu. Jest założycielką i animatorką Grupy Twórczej MECHANICZNA CYTRYNA.
Często występuje w roli jurora, prowadzi warsztaty artystyczne i wspiera młodych wykonawców.
Jej pasją są tzw. nowe media. Angażuje się w projekty realizowane w Second Life.
Żona Norberta i mama – Małgosi.
Śpiewała i grała w zespołach:
- NGM z bajerem na „a” – zespół harcerski działający przy Klubie Garnizonowym w Koszalinie
- Bańka – Band – starszoharcerski zespół piosenki różnej działający przy Miejskim Ośrodku Kultury w Koszalinie
- Wyspy szczęśliwe – zespół poezji śpiewanej działający przy WSP w Słupsku
- Kabaret De-Ka-De – kabaret założony przez aktorów Słupskiego Teatru Dramatycznego
- Kabaret Koń Polski – koszaliński kabaret założony przez Leszka Malinowskiego
- Orkiestra Teatru „Tram ta ta tam” – efemeryda założona przez Turowską, Jarka Wasika i Pawła Dampca
- Yaro – chórki w zespole koszalińskiego artysty Jarka Płocicy

## Najbardziej znane utwory
- Rzeki snu (sł. M. Grala, sł. W. Koperkiewicz),
- No chodź (sł. H. Poświatowska, muz. W. Winiarski),
- Parasol nie chroni od łez (sł. Jonasz Kofta, muz. Radosław Ciecholewski)

## Nagrody
- 1993 – Studencki Festiwal Piosenki w Krakowie – I nagroda
- 1994 – Spotkania Zamkowe „Śpiewajmy Poezję” w Olsztynie – I nagroda

## Dyskografia
Płyty solowe:
1. 1996 – Rzeki Snu

Jej piosenki znajdują się także na:
- Żółta Cytryna – Płyta promocyjna 1995
- Zielona Cytryna – Płyta promocyjna 1996
- Cytryna – Kompilacja CYTRYNA, AIA Cytryna, Pomaton EMI 1997
- Pomarańcza – kompilacja POMARAŃCZA, AIA Cytryna, Pomaton EMI 1998
- Mandarynka – kompilacja promocyjna, AIA CYTRYNA 2003
- Kraina Łagodności vol. 1
- W stronę Krainy Łagodności – kompilacja, AIA CYTRYNA, POmaton EMI 2009